# Taxakapelle (Au bei Bad Aibling)

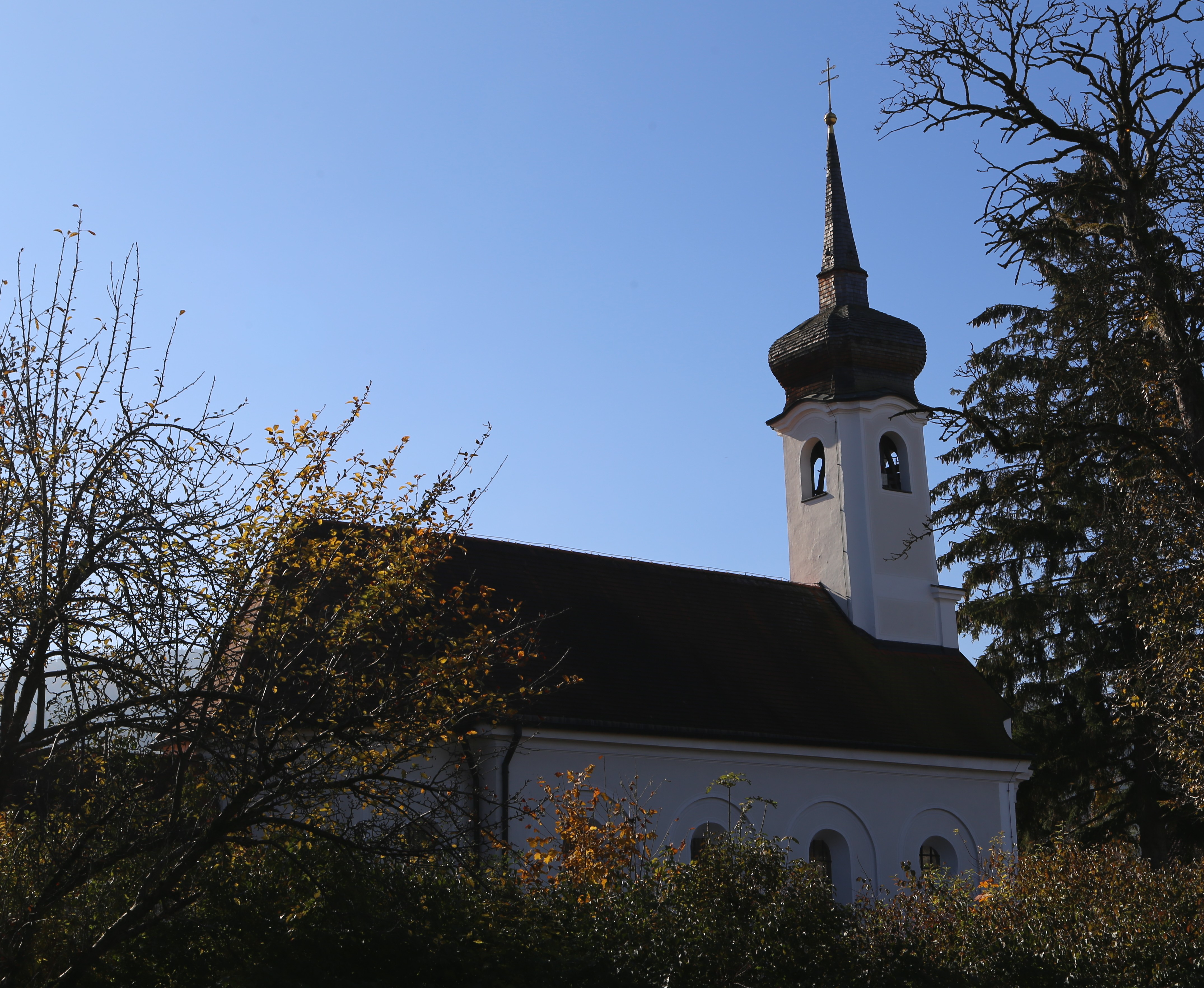
Taxakapelle

Die Taxakapelle Mariä Heimsuchung befindet sich im oberbayerischen Au bei Bad Aibling. Sie gehört zum Gemeindegebiet von Bad Feilnbach und liegt am Aubach östlich der St.-Martins-Kirche in der Heubergstr. 9.

## Geschichte
Die Taxakapelle entstand als Votivstiftung aufgrund eines Gelübdes. Die erste Kapelle aus Holz wurde 1647 errichtet; 1649/50 wurde sie in Stein aufgeführt und 1657 geweiht. Wegen der zunehmenden Wallfahrt erfolgte 1748 eine grundlegende Umgestaltung durch den Baumeister Philipp Millauer. Es ist ein kleiner, dreiseitig geschlossener Bau mit Blendbogengliederung. Der Dachreiterturm ist mit einer Kuppelhaube bekrönt. In den Kappengewölben befinden sich Fresken aus dem Leben der hl. Elisabet mit Heimsuchung und der Geburt Johannes des Täufers. Das Altargemälde stellt „Mariä Heimsuchung“ dar, die Seitenfiguren die hll. Sebastian und Leonhard.